# Batalla de Oncativo
La batalla de Oncativo fue un enfrentamiento ocurrido el 25 de febrero de 1830, entre fuerzas federales y unitarias, en el marco de las guerras civiles argentinas, en la región pampeana de la provincia de Córdoba. En la misma, las fuerzas unitarias al mando del general cordobés José María Paz vencieron a las fuerzas federales al mando del general riojano Juan Facundo Quiroga.

## Antecedentes
Durante las vísperas del 22 y 23 de junio de 1829, el general cordobés José María Paz y Facundo Quiroga se enfrentaron en la Batalla de La Tablada. El caudillo riojano, había acudido a aquella acción a pedido del exgobernador cordobés Juan Bautista Bustos, que había sido derrocado por Paz. Esta acción guerrera dio como resultado una victoria del general Paz, debiendo Quiroga huir hacia La Rioja.
Tiempo después, la provincia se ve amenazada nuevamente por el Tigre de los Llanos (Quiroga), quien estaba dispuesto a invadir nuevamente territorio cordobés en busca de una revancha.
En aquel tiempo, Córdoba era un punto estratégico para ser invadido, y también el centro posible del avance unitario hacia el interior. Las negociaciones realizadas para lograr un entendimiento con los demás gobiernos provinciales no habían dado el resultado deseado.
El panorama era poco alentador, y era de anticiparse una nueva acción bélica próxima a llegar. En una carta de Quiroga del 10 de enero de 1830, dirigida al Gral. Paz dice:

...estamos convencidos en pelear una sola vez, para no pelear toda la vida. Es indispensable ya que triunfen unos u otros, de manera que el partido feliz obligue al desgraciado a enterrar sus armas para siempre.

También diría de forma amenazante:

Las Provincias serán despedazadas tal vez; pero jamás domadas.

Para evitar aquel enfrentamiento, se había enviado a Córdoba una comisión mediadora a cargo de Pedro Feliciano Cavia y Juan José Cernadas, la cual llegó a la capital provincial el 6 de enero de aquel año, con pocas esperanzas de lograr resultados positivos. Las cartas estaban tiradas y el enfrentamiento, próximo.
El plan de los federales era lanzar una doble ofensiva: mientras Quiroga avanzaba con 4000 hombres por el sur de la provincia de Córdoba, el general Benito Villafañe avanzaba con 1400 o 1500 hombres, principalmente montoneros, (todos catamarqueños y riojanos) por el norte de la misma, lo que obligaría a Paz a dividir sus fuerzas. Sin embargo, el general unitario se preocupó únicamente de enfrentar a Quiroga, y no de Villafañe.

### Los movimientos de los ejércitos
Desde el 4 de febrero de 1830, el general José María Paz dispone la concentración de tropas en cuatro divisiones, estando una a cargo del coronel Gregorio Aráoz de Lamadrid, en donde participaban los Voluntarios y Lanceros Argentinos y Milicias del Río Segundo. La segunda división estaba a la cabeza del coronel Manuel Puch, la cual estaba compuesta por los Lanceros de Salta, el Escuadrón de Cazadores y las Milicias de Santa Fe y Río Seco. La tercera división, estaba a cargo del coronel José Videla Castillo, la cual estaba integrada por los batallones 2 y 5 de Cazadores, con artillería de 6 piezas. La última parte componente de las tropas de Paz, estaba comandada por el coronel Juan Esteban Pedernera, allí estaban los cuerpos de Cazadores de la Libertad, el Escuadrón de Lanceros Republicanos y el Regimiento 2 de Caballería.
Según lo que relata Domingo Arrieta (un antiguo poblador), el ejército al mando de Paz comenzó a moverse de su campo de Anisacate, costeando las márgenes del Río Segundo, teniendo en cuenta que el ejército federal se movía sobre la derecha del Río Tercero. 
Por medio de variadas maniobras, Facundo Quiroga intentaba encubrir y desubicar a Paz sobre su posición verdadera, según comenta Arrieta 

...trayendo el camino recto que viene de San Luis, en cuanto estuvieron a corta distancia del punto Salto variaron a la derecha; por medio de una rápida marcha, se situaron a la Capilla Rodríguez por cuyo punto pasaron el río.

 Es de destacar que esta marcha recta tuvo una breve desviación, la cual fue realizada para prever la incorporación de las tropas del general Villafañe, al que sabía en marcha desde Totoral. Luego de esto, emprendieron su camino hacia el norte, dirigiéndose a la laguna Cachicoya (o Laguna Larga). 
Una vez cruzado el Río Tercero, Quiroga encontró el problema de que no conocía bien la región, por lo que debió acudir a la ayuda de baqueanos del lugar, encomendándole a Ramón Ignacio Carranza la misión. 
Así, esta persona junto a un grupo de reclutas del caudillo riojano, se adelantaron para trazar aquel camino que conduciría a Quiroga a la llanura de Oncativo. Aquel trazado no fue otro que el que se había realizado anteriormente en 1815 por el Administrador de Correos de Córdoba, don Joseph de Paz, padre del general en cuestión. Este camino había sido desarrollado para abreviar la marcha de los correístas que desde el Alto Perú arribaban a Córdoba para dirigirse a la provincia de Mendoza.
Según Arrieta, el movimiento unitario, hizo que el ejército federal continuara la marcha que había emprendido bajando hasta Capilla de Cosme, pasando por el río, en inmediaciones del Paso de Tecera, durante el atardecer del día 24 de febrero, lugar en donde se pasó la noche. En aquel lugar se conoció la noticia por medio de una persona que había enviado Paz para negociar con el ejército federal de que las condiciones propuestas por el primero habían sido rechazadas.

## Desarrollo de la batalla

### La batalla
A la madrugada del 25, se emprende la marcha nuevamente y 

después de algunas horas de jornada por entre una espesa y embarazosa maraña, desembocamos a eso de las diez de la mañana a una dilatadísima llanura, en la que avistamos a los enemigos que ya habían tomado posición entre un montecito de corta extensión, que en medio de aquella hermosa y extensa llanura se hallaba aislado.

Según los relatos de otro personaje participante de la acción bélica, el general Gregorio Aráoz de Lamadrid, Quiroga 

...tenía apoyado su costado derecho en un cerco y las carretas que había traído de Mendoza, que eran bastantes, y su izquierda en la laguna de Oncativo; y su fuerza pasaba de tres mil hombres de la tres armas. La nuestra sería como de dos mil y pico de hombres.

Es de destacar, que según Paz, aquel montecillo estaba rodeado por unas cien carretas, colocadas de modo conveniente para defenderlo y contener a la infantería que con ocho piezas de artillería se encontraba fortificada.
Finalmente, en una hábil maniobra, Paz salió al encuentro de Quiroga cuando este no los esperaba. Paz afirma en sus Memorias que, conociendo la disposición del ejército federal, 

...mi plan fue atacar por la izquierda. Para esto me corrí sobre mi flanco derecho, lo que visto por el enemigo, quiso prolongar su izquierda para no dejarla desbordar, y para ello empezó a hacer pasar toda la caballería que había dejado sobre la derecha; de este modo, el que había sido su centro fortificado vino a ser su costado derecho, a quien tenían en jaque, pero sin atacar, mi centro e izquierda, si no es con el fuego de artillería.

El enfrentamiento se inició tras un disparo de la artillería de Quiroga, y así se desató una feroz lucha, en la que Quiroga trató de evitar que las fuerzas de Paz se deslizaran por las orillas del monte (bosquecillo) que rodeaba a la laguna. 
Paz envió a las divisiones de Lamadrid y Echeverría, al frente y de flanco, a las que debieron retroceder. Luego de esto, se presentó la reserva la cual restableció el combate y lo ganó, arrollando a la izquierda federal, la cual emprendió su fuga.

### La persecución
Luego de sucesivos intentos de rearmar sus tropas, Quiroga emprendió la huida. Según relata Lamadrid, él y Pringles entraron en la línea federal acuchillando y lanceando a sus adversarios, hasta que los alcanzó Paz y les ordenó que cesaran sus acciones de persecución, la cual fue de unas 5 leguas.
Continuando con el relato, una vez cesada la persecución, Quiroga, trató de reunir sus tropas e hizo un alto en un bajío. Sin embargo, esta acción sería inútil, ya que su infantería, artillería y carretas se encontraban rodeadas por la infantería y reserva de Paz.
Siguiendo con la persecución, Paz envió a Juan Gualberto Echeverría para promover la acción, tras lo cual, el mismo se dirigió con sus tropas, tratando de capturar a Quiroga.
Un grupo de soldados de la escolta de Quiroga fueron alcanzados por Lamadrid, quien los interrogó acerca de dónde se encontraba el caudillo, 

...dichos tres hombres un pequeño grupo que corría hacia el naciente, y a cuatro o cinco cuadras de distancia, y díchome allí va señor, les pregunté todavía cual es el pelo del caballo que monta, y habiéndome contestado que era un castaño overo, no hice más que cerrar las espuelas a mi caballo en su alcance y dar un fuerte grito a mis soldados para que me siguieran los que tuvieran buenos caballos.

 El propio Lamadrid relató que en dos oportunidades ordenó la ejecución de los soldados federales que le daban la información. Sin embargo, no se logró alcanzar a Quiroga, quien tomó por el camino de las postas, en dirección hacia Paso de Ferreira, donde actualmente se ubica Villa María.
Ya el 26 se tiene noticias que Facundo había pasado como a las 5 de la tarde por el puesto de Paso de Ferreya a la banda del Sur. Allí se lo vio con una escolta de 50 hombres y la gente que arrancaban las caballadas, siendo su dirección por el camino de la Posta de la Herradura. Es de destacar que en aquellos momentos los vecinos intentaron apresar a algunos soldados dispersos, pero no lograron tomar ninguno de los buscados.
Finalmente, el día 28 se hace saber desde Fraile Muerto que Quiroga había llegado a destino el día anterior a las 12.00 y que los diputados de Buenos Aires, llevaron a Facundo en un coche con destino a la ciudad de Santa Fe, poniéndose en marcha a las 16.00.

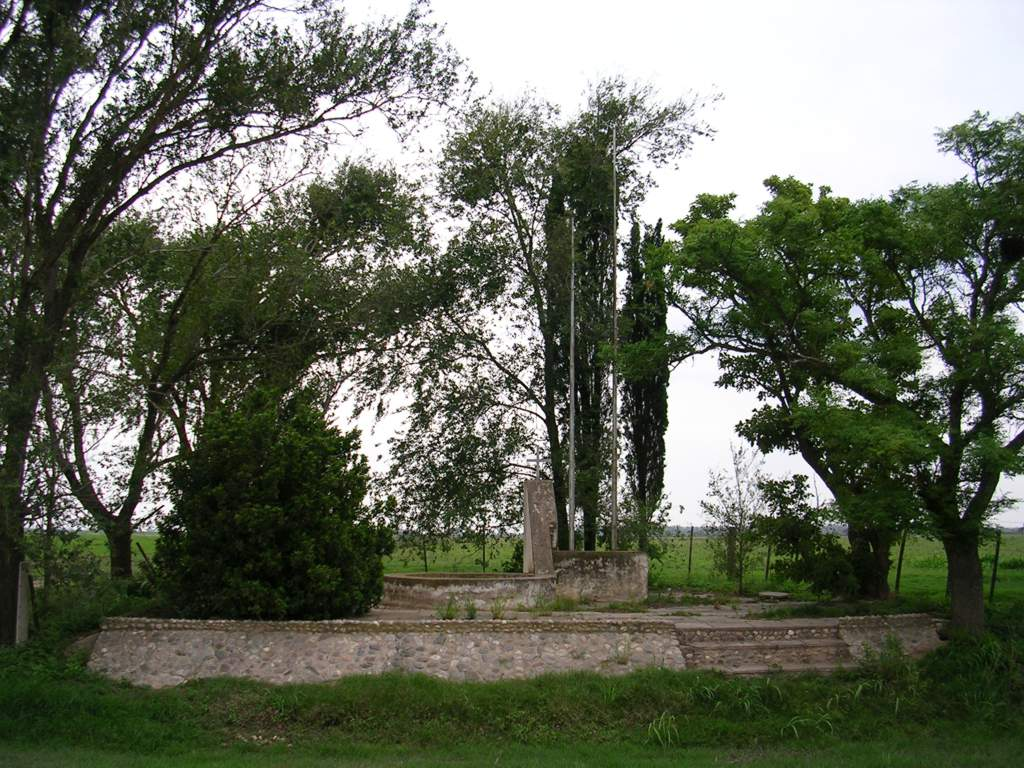
Monolito de la Batalla de Laguna Larga. RN 9 km 642.

### Parte de la victoria
Era la media noche del 25 de febrero de 1830, cuando Paz avisó, desde su cuartel en Impira, que las tropas federales habían sido derrotadas en aquella jornada.
En el parte, también se informa acerca de las bajas y prisioneros. Luego, tres días más tarde, se envía un nuevo parte detallado al gobernador delegado de la Provincia de Córdoba, dando a conocer otras noticias y de aquella acción guerrera.
Más tarde, el 8 de marzo de 1830, el ministro Dr. Juan Antonio Saráchaga cursaba una nota al teniente coronel Rafael Torres, disponiendo que pasara rápidamente al Ministerio de Guerra un estado detallado de la fuerza y el armamento. También le recuerda que trate de recuperar las armas que habían quedado esparcidas en el campo de batalla luego de la acción bélica.

## Repercusiones
Después de la batalla, Quiroga pierde Córdoba para siempre, Villafañe y su columna se retiran a La Rioja. Se efectúa en Buenos Aires el nombramiento de Anchorena y el decreto contra los decembristas intensificándose en las zonas federales la persecución de los unitarios.
El general Paz dividió su ejército, enviando divisiones a la conquista de las provincias del oeste y del noroeste, quedando la Argentina desde entonces dividida en dos estados beligerantes.
El gobernador federal porteño Rosas prepara un ejército para enfrentar a Paz. El jefe cordobés inicia la ofensiva. Se generaliza la guerra.
Quiroga cruza el sur de Córdoba y conquista Cuyo. El gobernador federal santafesino Estanislao López emplea una táctica de desgaste contra Paz, aliándose con federales cordobeses, como los hermanos Reynafé. Paz cae sorpresivamente prisionero en las cercanías del fortín de El Tío, y comienza a desmoronarse su sector.
Estanislao López y Juan Ramón Balcarce entran con su ejército en la ciudad de Córdoba el 1º de junio de 1831. Lamadrid es derrotado en La Ciudadela —entonces un bastión prácticamente en los arrabales de San Miguel de Tucumán— por Quiroga, quien en 1832 firma la paz con Salta, y concluye oficialmente la guerra que tuvo su punto culminante en Oncativo.